# O'boy
O'boy er et svensk kakaomærke, der i dag fremstilles af Marabou, der er en del af Mondelez International (tidligere Kraft Foods). O'boy sælges i Norden og Estland. Det blev første gang solgt i 1959.